# (33) Полигимния
(33) Полиги́мния (лат. Polyhymnia) — астероид главного пояса, принадлежащий к светлому спектральному классу S. Он был открыт 28 октября 1854 года французским астрономом Жаном Шакорнаком в Марсельской обсерватории, Франция и назван в честь Полигимнии, музы торжественных гимнов в древнегреческой мифологии.

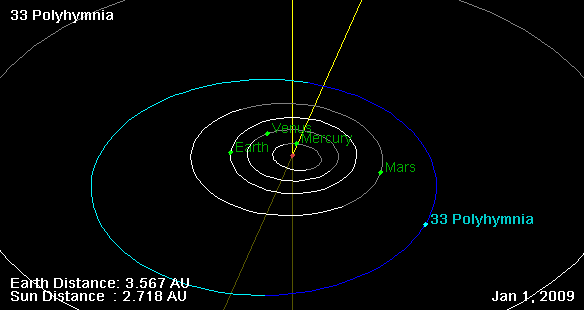
Орбита астероида Полигимния и его положение в Солнечной системе

Благодаря высокому значению эксцентриситета орбиты (0,338), астероид Полигимния может значительно менять своё расстояние до Солнца, а во время наиболее тесных противостояний его видимый блеск может достигать 10 m звёздной величины. Ближайшее такое сближение произошло 8 сентября 2014 года, тогда видимая величина астероида достигла значения 9,9 m, а его расстояние до Земли не превышало 0,894 а. е. Астероид имеет самую вытянутую орбиту среди астероидов первой сотни.
В 2012 году исследование Бенуа Кэрри оценило массу Полигимнии в (6.20±0.74)×1018 кг на основе ее гравитационного влияния на другие тела Солнечной системы. Однако, учитывая диаметр Полигимнии 54 км, эта масса предполагает чрезвычайно высокую плотность - 75.28±9.71 г/см3. Такая высокая плотность несовместима со свойствами наблюдаемой на Земле материи, поэтому Керри считает эту оценку массы и плотности Полигимнии ненадежной. Из-за небольшого размера Полигимнии ее гравитационное влияние на другие тела чрезвычайно трудно обнаружить, что может привести к весьма неточным оценкам массы и плотности. 
В 2023 году группа американских физиков из Аризонского университета попыталась объяснить эту особенность астероида. Ученые задались целью рассчитать атомную структуру и свойства сверхтяжелых элементов Полигимнии (около значения Z=164), используя модель атома Томаса — Ферми. Результаты работы опубликованы в The European Physical Journal Plus.
Расчеты физиков показали, что элементы, которые имеют атомные номера близкие к 164, могут быть стабильными и при этом их плотность может составлять от 36,0 до 68,4 г/см3 — значение очень близкое к значению плотности, полученному при изучении Полигимнии (75 г/см3). Если оценки плотности верны, то, скорее всего, Полигимния состоит из неизвестных на сегодня сверхтяжелых ядер элементов «острова стабильности».